# Kamppi Kapel
Kamppi Kapel (finsk: Kampin kappeli; svensk: Kampens kapel) er et kapel i Helsinki, Finland. Det ligger på Narinkkapladsen (finsk: Narinkkatori; svensk: Narinken) i bydelen Kamppi (svensk: Kampen). Kapellet kaldes også "Stilhedens Kapel", eftersom det er tænkt som et sted, hvor man kan nyde et øjebliks stilhed i et af Finlands travleste områder.
Kapellet drives i et samarbejde mellem Helsinkis sogne og byen Helsinki. Espoos og Vantaas sogne deltager også i kapellets aktiviteter.
Kapellet er økumenisk og byder alle besøgende velkommen.
Kapellet blev opført i forbindelse med Helsinkis rolle som Verdens Designhovedstad i 2012. Det er tegnet af Kimmo Lintula, Niko Sirola og Mikko Summanen fra tegnestuen K2S. Det vandt en International Architecture Awards i 2010. Kapellet har været en stor succes fra begyndelsen. CNN har kaldt Kamppi Kapel en arkitektonisk milepæl, fordi det formår at demonstrere, hvordan moderne arkitektur både kan fascinere og inspirere.